# 滨海塞纳省
滨海塞纳省（法語：Seine-Maritime，法語發音：[sɛn maʁitim] ⓘ）是法國诺曼底大区所轄的省份，西鄰大西洋。該省編號為76。1955年之前，该省名为下塞纳省（法語：Seine-Inférieure）。